# Matt Bettinelli-Olpin
Matt Bettinelli-Olpin (San Francisco, California, Estados Unidos, 19 de febrero de 1978) es un músico, director, guionista y actor estadounidense. Miembro fundador de la banda de punk Link 80 y cocreador de los colectivos cinematográficos Chad, Matt & Rob y Radio Silence. Es conocido por sus películas V / H / S, Southbound, Ready or Not, Scream, Scream VI y Abigail.

## Carrera

### Música
Bettinelli-Olpin formó la banda de punk Link 80 en 1993. En los dos primeros álbumes de la banda (17 Reasons y Killing Katie) Bettinelli-Olpin tocaba la guitarra, cantaba coros y coescribió la letra con el cantante Nick Traina.  Después de dejar Link 80 trabajó como periodista musical y entrevistó a bandas como Alkaline Trio, Dropkick Murphy's, Lawrence Arms, Avail, Blur, Violent Femmes, the Breeders, Mars Volta y The Psychedelic Furs.
En 2016 tocó la guitarra en una reunión de Link 80 para el vigésimo aniversario de Asian Man Records. El 17 y 18 de junio la banda tocó en dos shows con entradas agotadas en el Bottom of the Hill de San Francisco. Antes de los shows, se mostró un video en tributo al cantante Nick Traina.

### Película
En 1999 dirigió el primer video musical de Alkaline Trio (Goodbye Forever) mientras aún asistía a la Universidad de California, Santa Cruz  y a principios de la década de 2000, apareció en muchos de los primeros cortos de The Lonely Island.  
Formó los colectivos cinematográficos Chad, Matt & Rob y Radio Silence en 2007 y 2011, respectivamente.

### Chad, Matt y Rob
En 2007 con la ayuda de Chad Villella y Rob Polonsky cofundó Chad, Matt & Rob. El grupo es conocido por su combinación única de comedia, aventura, ciencia ficción y terror.  
Según una entrevista en IndieWire, Bettinelli-Olpin trabajó en la sala de correo y más tarde como gerente de oficina en New Line Cinema donde el grupo se colaba después de horas para usar las oficinas como decorados.
Entre sus numerosos cortometrajes se encuentra el video de estilo metraje viral Roommate Alien Prank Gone Bad y cinco entregas de su primera serie de aventuras interactivas. Su trabajo en línea tiene más de 100.000.000 de visitas.

### Radio Silence
Después de la disolución de Chad, Matt & Rob formó Radio Silence junto a Tyler Gillett, Justin Martinez y Chad Villella. El grupo codirigió el 10/31/98 segmento de la película característica V / H / S.  La película se estrenó en el Festival de Cine de Sundance 2012 y fue estrenada en cines por Magnolia Pictures en octubre del mismo año.  Al año siguiente, hicieron Devil's Due para 20th Century Fox y en 2015, su película Southbound estrenada en el Festival Internacional de Cine de Toronto. El 5 de febrero de 2016 fue estrenada teatralmente por The Orchard.
En 2019, Bettinelli-Olpin codirigió el thriller cómico Ready or Not con Tyler Gillett para Fox Searchlight que está protagonizada por Samara Weaving, Adam Brody, Andie MacDowell y Mark O'Brien.
En marzo de 2020, se anunció que Bettinelli-Olpin codirigirá la quinta entrega de la franquicia Scream, junto a Tyler Gillett con Kevin Williamson como productor ejecutivo.  La película se estrenará el 14 de enero de 2022.
En todas sus películas, Bettinelli-Olpin ha utilizado música de artistas de Asian Man Records como Alkaline Trio, Link 80, MU330, Laura Stevenson and the Cans y The Atom Age.

## Discografía
- 17 Reasons (1996)
- Killing Katie (1997)

## Filmografía
|                  |      |          |          |       |        |           |       |
| Película         | Año  | Director | Escritor | Actor | Editor | Productor | Notas |
| Chad, Matt y Rob | 2011 | Sí       | Sí       | Sí    | Sí     | Sí        |       |
| V / H / S        | 2012 | Sí       | Sí       | Sí    | Sí     | Sí        |       |
| Devil's Due      | 2014 | Sí       | No       | No    | No     | No        |       |
| Southbound       | 2015 | Sí       | Sí       | Sí    | Sí     | Sí        |       |
| Ready or Not     | 2019 | Sí       | No       | No    | No     | No        |       |
| Scream           | 2022 | Sí       | No       | No    | No     | No        |       |
| V/H/S/99         | 2022 | No       | No       | No    | No     | Sí        |       |
| Scream VI        | 2023 | Sí       | No       | No    | No     | No        |       |
| V/H/S/85         | 2023 | No       | No       | No    | No     | Sí        |       |
| Abigail          | 2024 | Sí       | No       | No    | No     | No        |       |